# АЭС Форсмарк
АЭС Форсмарк (швед. Forsmarks kärnkraftverk) — атомная электростанция в Швеции, состоит из трёх кипящих ядерных реакторов. Генерирует 15 % потребляемой в Швеции электроэнергии (в стране 6 реакторов на 3 АЭС — в Форсмарке, Оскарсхамне и Рингхальсе). АЭС Форсмарк расположена в коммуне Эстхаммар лена Уппсала, на побережье Балтийского моря, в 100 км к северу от Стокгольма.

## Владение
66 % акций принадлежит Vattenfall AB, 25,5 % — Mellansvensk Kraftgrupp (MKG), 8,5 % —E.ON.

## История
- Заложена в 1973 году, введена в эксплуатацию 10 декабря 1980 года.
- 27 апреля 1986 года один из работников АЭС пришёл на работу и при прохождении рамки на нём была зарегистрирована повышенная радиоактивность. Так на Западе впервые узнали об аварии на Чернобыльской АЭС[1].
- 25 июля 2006 года в результате короткого замыкания произошла авария на 1-м блоке. Мощность реактора за несколько секунд выросла с 80 % до 120 % от номинальной. Реактор был аварийно заглушен, но из четырёх резервных дизель-генераторов штатно запустились только два, ещё два были запущены вручную спустя 20—30 минут. Инциденту присвоен 2 уровень по шкале INES[2].
- В феврале 2007 года было обнаружено, что часть дозиметрического оборудования в течение 3 лет давала заниженные показания. В результате обнаруженных нарушений и в связи с внеплановыми остановками руководство АЭС ушло в отставку[3].
- C 2012 года на первом блоке проводилась модернизация с целью продления его эксплуатации до 2041 года, а также для повышения его мощности на 100 МВт. В связи с этим в Управление радиоактивной защиты и оператору электросетей Svenska kraftnät в июле 2022 года была подана заявка на повышение мощности первого энергоблока.[4]

## Информация об энергоблоках

Энергоблоки
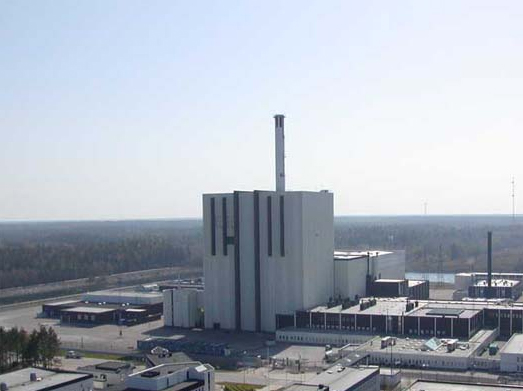
Форсмарк-1
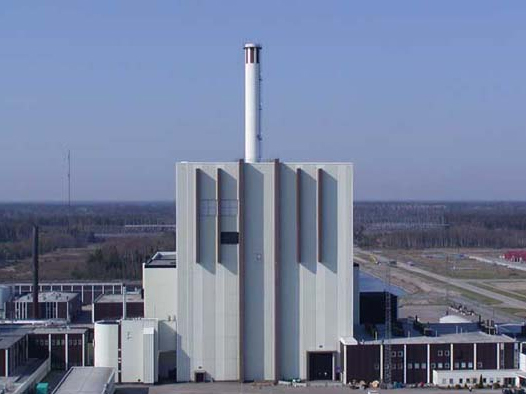
Форсмарк-2
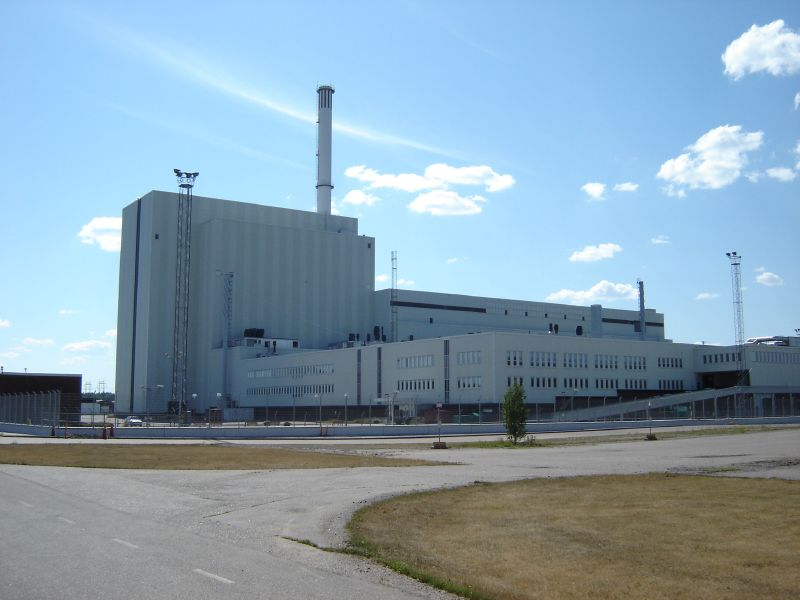
Форсмарк-3

| Энергоблок | Тип реакторов | Мощность | Мощность | Начало строительства | Подключение к сети | Ввод в эксплуатацию | Закрытие |
| Энергоблок | Тип реакторов | Чистый   | Брутто   | Начало строительства | Подключение к сети | Ввод в эксплуатацию | Закрытие |
| ---------- | ------------- | -------- | -------- | -------------------- | ------------------ | ------------------- | -------- |
| Форсмарк-1 | BWR           | 987 МВт  | 1025 МВт | 01.06.1973           | 06.06.1980         | 10.12.1980          |          |
| Форсмарк-2 | BWR           | 1000 МВт | 1038 МВт | 01.01.1975           | 26.01.1981         | 07.07.1981          |          |
| Форсмарк-3 | BWR           | 1170 МВт | 1212 МВт | 01.01.1979           | 05.03.1985         | 18.08.1985          |          |